# دة تشاتي (مقاطعة تشرام)
دة تشاتي (بالفارسية: ده چاتی) هي قرية تقع في قسم تشرام الريفي (مقاطعة تشرام) في إيران. يقدر عدد سكانها بـ 32 نسمة بحسب إحصاء 2016.